# كأس فلسطين لأندية الضفة الغربية 2009–10
كأس فلسطين لأندية الضفة الغربية 2009–10 هي النسخة الثانية من البطولة وتوج بها نادي ترجي واد النيص على نادي شباب الخليل.